# Funkadelic
Funkadelic je americká hudební skupina, jejíž vůdčí osobností je zpěvák George Clinton. Mezi další členy kapely patřili například Bootsy Collins, Bernie Worrell, Cordell Mosson, Eddie Hazel a Michael Hampton. Své první album kapela vydala v roce 1970 pod názvem Funkadelic. Alba kapely původně vydávala společnost Westbound Records, počínaje deskou Hardcore Jollies z roku 1976 pak společnost Warner Bros. Records. Album The Electric Spanking of War Babies, které vyšlo v roce 1982, je posledním studiovým albem kapely až do roku 2007, kdy vyšlo album By Way of the Drum (to bylo sice nahráno již v roce 1989, ale vydáno právě až roku 2007).